# Локус (генетика)
Ло́кус — місце розташування гена, регіону або частини ДНК на хромосомі.

## Номенклатура

Ідіограма 11-ї, субметацентричної, хромосоми людини.

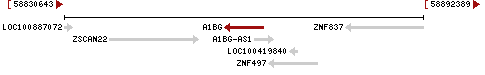
Розташування генів на хромосомі 19 людини. В одному й тому самому локусі 19q13.4 можуть знаходитись декілька генів, деякі з них можуть бути антизмістовними, бути закодованими як на змістовному так і на антизмістовному ланцюгу ДНК, бути закодованими всередині інших генів, як інтронів так і екзонів

З появою цитогенетики стало зрозуміло, що хромосома має два плеча та центромеру посередині. В залежності від того, де знаходиться центромера, хромосоми ділять на:
- метацентричні — мають два однакових плеча. У людини це 1 та 3 хромосоми;
- субметацентричні — одне плече (p) трохи коротше за інше (q). Прикладом може бути X-хромосома людини;
- акроцентричні мають коротке плече настільки мале, що його важко помітити. Наприклад, Y-хромосома у людини;
- голоцентричні складаються лише з центромерного регіону. Людина таких хромосом не має.

Розміщення локусу починається з номера хромосоми, потім йде назва плеча (p чи q), які присутні навіть у метацентричних хромосом, далі номер регіону чи області (англ. region) та бенду (англ. band).
Проте така номенклатура локусу може захопити досить велику ділянку хромосоми і містити декілька генів. Так, наприклад локус 11p15.5 людини має скупчення імпринтних генів, таких як IGF2, CDKN1C.
З розвитком молекулярно-біологічних методів та секвенуванням геномів можна було встановити повну послідовність хромосом і генам надають більш точні локації. Так, вже згаданий IGF2 людини має локацію NC_000011.10 RefSec на 11 хромосомі, чи локацію в порядковому номері нуклеотидів 2129112-2149603 (те, що нумерація нуклеотидів йде від більшого до меншого у цьому випадку показує, що ген закодований на зворотньому ланцюгу ДНК)

## Поняття локусу і алелю
Більшість клітин організму мають диплоїдний набір хромосом, тобто кожна хромосома представлена двома варіантами — одна хромосома успадкована від матері, інша — від батька, такі хромосоми називаються гомологічними. У кожній з гомологічних хромосом на одному й тому ж локусі буде знаходитися один і той же ген. Але послідовність нуклеотидів буде різною — не сильно різною при однонуклеотидному поліморфізмі, сильно різною при мутації. Тому кожна хромосома має свій алель — свій варіант гену у певному локусі.

### Відстань між генами
Історично, відстань між генами на хромосомі вимірювалася в сантиморганідах, що відповідали зчепленню генів під час кросинговеру, тобто чим ближче гени один до одного знаходяться гени, тим більша ймовірність того, що після кросинговеру послідовність не зміниться й обидва гени (чи їхні частини) розташовуватимуться на одній хромосомі.